# Dudley Park
Dudley Park is een buitenwijk van de kuststad Mandurah in de regio Peel in West-Australië.

## Geschiedenis
Dudley Park werd verkaveld in de jaren 1950. De naam werd in 1989 goedgekeurd.

## Beschrijving
Dudley Park maakt deel uit van het lokale bestuursgebied (LGA) City of Mandurah, waarvan Mandurah de hoofdplaats is.
Tijdens de volkstelling van 2021 telde Dudley Park 6.957 inwoners, tegenover 4.911 in 2006.

## Ligging
Dudley Park ligt aan de van de Highway 1 deel uitmakende 'Mandurah Road', 75 kilometer ten zuidzuidwesten van de West-Australische hoofdstad Perth, 100 kilometer ten noorden van Bunbury en 2 kilometer ten zuiden van het centrum van Mandurah.
Het wordt begrensd door 'Pinjarra Road', 'Boundary Road', de 'Mandurah Bypass' en 'Coodanup Drive' in het noorden, 'Wanjeep Street' in het oosten, 'Peel Inlet' in het zuiden en het Mandurahestuarium in het westen.

## Klimaat
Dudley Park kent een warm mediterraan klimaat, Csa volgens de klimaatclassificatie van Köppen.
Banksiadale · Barragup · Birchmont · Blythewood · Boddington · Bouvard · Carcoola · Chadoora · Clifton · Coodanup · Coolup · Crossman · Dawesville · Dudley Park · Dwellingup · Erskine · Etmilyn · Fairbridge · Falcon · Furnissdale · Greenfields · Halls Head · Hamel · Herron · Holyoake · Inglehope · Kooljerrenup · Lake Clifton · Lakelands · Lower Hotham · Madora Bay · Mandurah · Marradong · Marrinup · Meadow Springs · Meelon · Mount Cooke · Mount Wells · Myara · Nambeelup · Nanga Brook · Nirimba · North Dandalup · North Yunderup · Oakley · Parklands · Pinjarra · Point Grey · Preston Beach · Quindanning · Ranford · Ravenswood · San Remo · Silver Sands · Solus · South Yunderup · Stake Hill · Teesdale · Wagerup · Wannanup · Waroona · West Coolup · West Pinjarra · Whittaker · Wuraming